# 1375 Alfreda
1375 Alfreda је астероид главног астероидног појаса са средњом удаљеношћу од Сунца која износи 2,447 астрономских јединица (АЈ).
Апсолутна магнитуда астероида је 11,6 а геометријски албедо 0,040.